# Білошеєв Сергій Олександрович
Сергі́й Олекса́ндрович Білоше́єв  (*27 квітня 1986) — український шашкіст, майстер спорту України міжнародного класу, міжнародний гросмейстер.
Мешкає в місті Сімферополь. Закінчив Таврійський національний університет імені В. І. Вернадського.
Бронзовий призер Пекінської інтеліади 2008 на турнірі з шашок на 64-клітковій дошці серед чоловіків.